# Kryeziu
Le mouvement des frères Kryeziu, Gani, Said et Hasan, est le seul mouvement nationaliste à s’engager totalement, sans arrière pensée, dans la lutte armée contre l’occupant allemand en Albanie. 
Mais l’unique mouvement de résistance non-communiste dans le Nord de l’Albanie est rapidement étouffé par son puissant rival, le Parti communiste albanais. 
En reconnaissance de leur rôle dans la résistance, au Kosovo notamment, Enver Hoxha offre une place aux trois frères dans son gouvernement provisoire, mais ils refusent. 
Hasan Kryeziu a été exécuté par Tito et Gani condamné à cinq ans de travaux forcés. 
Par la suite Said Kryeziu est exfiltré par les Britanniques. Said Kryeziu, banquier à New York, devient membre du Comité pour une Albanie Libre (Committee for Free Albania) qui se constitue à Londres et à New York à l’été 1949 (projet Valuable).
Said Bey Kreziu est photographié dans Albanian Assignment et Au cœur de l'action clandestine. Des commandos au MI6 du colonel David Smiley. 
Gani Bey Krueziu est photographié dans An Englishman in Albania du colonel Dayrell Oakley-Hill en uniforme d'officier de la gendarmerie royale albanaise.